# Maravichromis
Maravichromis es un género de peces de la familia Cichlidae en el orden de los Perciformes.

## Especies
Las especies de este género son:
- Maravichromis anaphyrmus
- Maravichromis balteatus
- Maravichromis epichorialis
- Maravichromis ericotaenia
- Maravichromis formosus
- Maravichromis guentheri
- Maravichromis incola
- Maravichromis labidodon
- Maravichromis lateristriga
- Maravichromis melanotaenia
- Maravichromis mola
- Maravichromis mollis
- Maravichromis obtusus
- Maravichromis plagiotaenia
- Maravichromis semipalatus
- Maravichromis sphaerodon